# Neuroanatomía de la intimidad
La intimidad se ha definido ampliamente en términos de amor romántico y deseo sexual, pero la neuroanatomía de la intimidad necesita una explicación adicional, para comprender completamente sus funciones  neurológicas en diferentes componentes dentro de las relaciones íntimas, como son el amor romántico, la lujuria, el apego y el rechazo del amor.

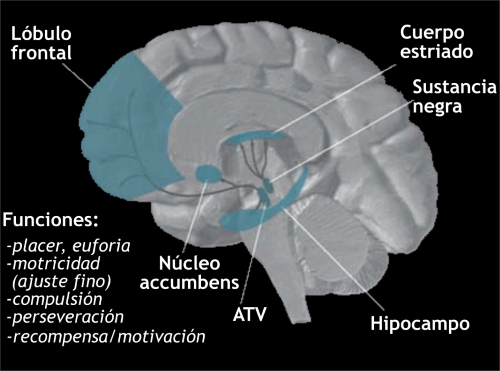
La vía de la dopamina comienza en el área tegmental ventral (VTA) y se dirige al núcleo accumbens y la corteza prefrontal para la liberación definitiva de dopamina que produce recompensa y refuerzo. Esto ayuda a sentir placer o disfrute de un cierto estímulo y reforzar ese sentimiento positivo cuando ese estímulo inicial ocurre nuevamente.

La teoría triangular del amor por el psicólogo Robert Sternberg para describir los aspectos interpersonales del amor.

Además, las funciones conocidas de la neuroanatomía involucrada se pueden aplicar a las observaciones en personas que están experimentando alguna de las etapas de la intimidad. El análisis de la investigación de estos sistemas proporciona información sobre las bases biológicas de la intimidad. 

El aspecto neurológico también debe considerarse en áreas que requieren atención especial para mitigar los problemas en la intimidad, como la violencia contra un compañero querido o problemas con el vínculo social.

## Relaciones amorosas

### Apego
La vinculación de par, o apego social intenso, normalmente inicia la preferencia de socio en la monogamia y las situaciones sexuales en muchas especies de mamíferos. Las especies monógamas generalmente exhiben una responsabilidad exclusiva hacia el otro así como la crianza compartida de su descendencia. Los estudios con ratones de campo (Microtus ochrogaster) demostraron que la formación de un enlace de pareja estimulaba la vía dopaminérgica mesolímbica. En esta vía, la dopamina se libera desde el área tegmental ventral (VTA) al núcleo accumbens y la corteza prefrontal, que luego indica al pálido ventral para completar el procesamiento de recompensa en la vía.
Dos neuropéptidos importantes que mediaban la formación de enlaces de pares fueron la oxitocina y la vasopresina (AVP). Aunque tanto los machos como las hembras tienen ambas moléculas, se demostró que la oxitocina se encuentra predominantemente en las hembras y la vasopresina promovió predominantemente la unión de pares en los machos. La especificidad del receptor se mostró esencial para el apareamiento al activar los receptores de dopamina D2 en el núcleo accumbens tanto en ratones de campo machos como en hembras. Otras ubicaciones que también se activaron en el estudio fueron específicas de género, como los receptores de oxitocina (OTR) en la corteza prefrontal y los receptores AVP 1a (V1aR) en el pálido ventral.

### Amor romántico
El amor romántico se describe como el de un individuo que presta más atención a otro individuo de maneras especiales, involucrando atención en rasgos dignos de perseguir. A través de imágenes de resonancia magnética funcional (IRMf), los estudios han demostrado que el área tegmental ventral derecha (VTA) se estimula cuando a los sujetos se les muestra una imagen de su amada. Como parte del 
mecanismo de recompensa, el VTA envía señales a otras partes del cerebro, como el núcleo caudado para liberar dopamina como recompensa.

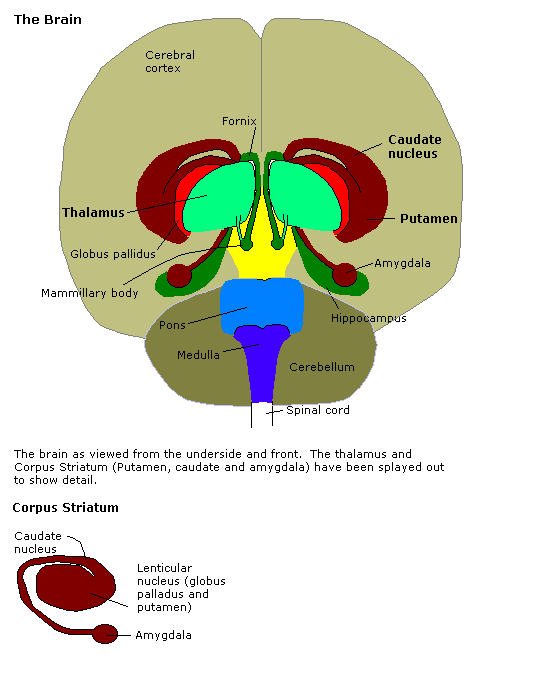
Las estructuras neuroanatómicas involucradas en el amor romántico están estrechamente relacionadas con las estructuras involucradas en la motivación y la emoción.

Los estudios más antiguos generalmente han atribuido el amor al sistema límbico, que consiste en los lóbulos temporales, el hipotálamo, amígdala y el Hipocampo. Estos componentes funcionales del sistema límbico son componentes importantes del procesamiento emocional, la motivación y la memoria. Específicamente, las investigaciones actuales también sugieren que los componentes, como el hipotálamo, desempeñan un papel en el amor romántico porque posee la tendencia a la unión en mamíferos al secretar los neuropéptidos, la oxitocina y la vasopresina. Otra investigación ha implicado al factor de crecimiento nervioso (NGF, por sus siglas en inglés), una neurotrofina que es fundamental en la supervivencia y el desarrollo de las neuronas en el sistema nervioso, en el amor romántico en etapas tempranas en sujetos que experimentan euforia y dependencia emocional, que a menudo es una característica del amor romántico.

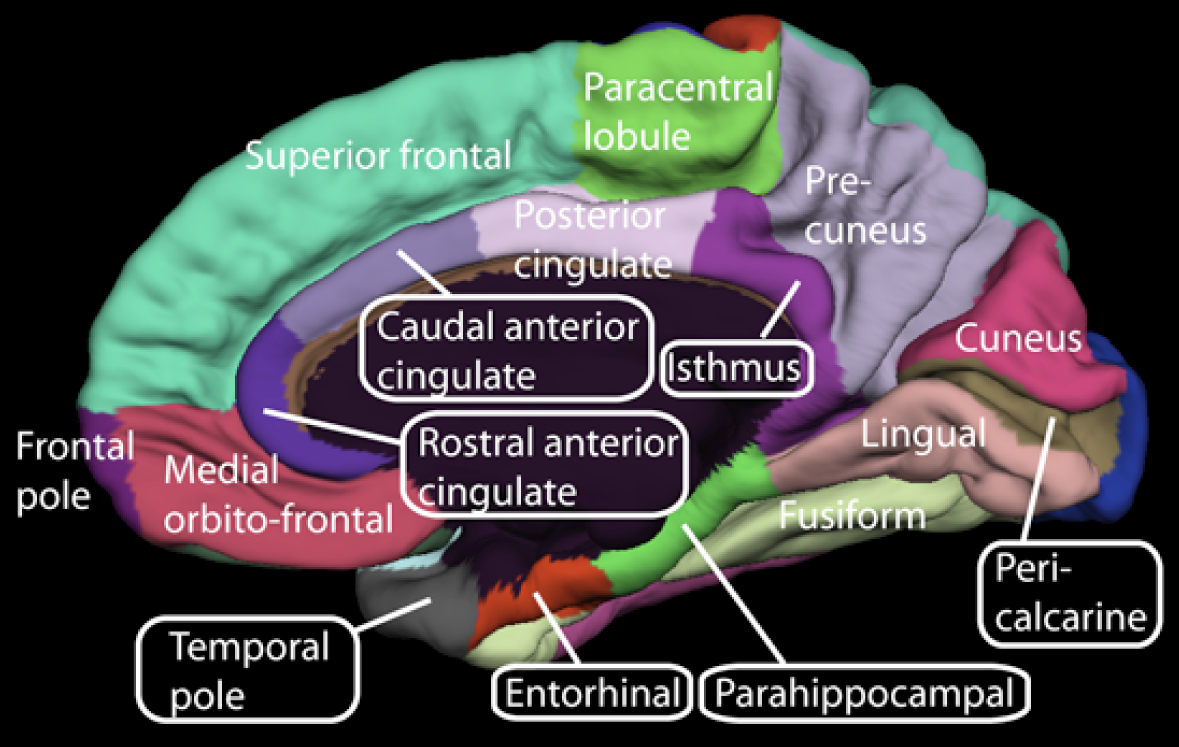
La neuroanatomía de la superficie medial de la corteza cerebral está implicada en el rechazo en el amor. Las funciones regulares de muchas de las estructuras anatómicas conectan el rechazo en el amor con la motivación, las emociones, el pensamiento profundo y la recompensa.

### Lujuria
La lujuria, también conocida como libido, se define como perseguir la gratificación sexual. 
Es impulsada principalmente por el sistema endocrino, pero el cerebro también está involucrado en el procesamiento neural. Específicamente, los ejes hipotálamo-hipófisis-gonadal (HPG) e hipotálamo-hipófisis-suprarrenal (HPA) desempeñan un papel principal en la preparación del sexo, así como la respuesta al estrés, respectivamente. Debido a que la intimidad está motivada por el 
sistema de recompensa, las hormonas esteroides activan el deseo de promover la preferencia de pareja y el apego social en el proceso de unión sexual. La dopamina se libera cuando se estimula a un individuo, lo que asocia la lujuria como un producto del sistema de recompensa dopaminérgica.
Sin embargo, las interacciones entre el sexo y el amor romántico no tienen la misma orientación hacia el objetivo, lo que ayuda a confirmar la diferencia en los patrones de activación cerebral. En contraste con el objetivo principal del amor romántico, la cópula puede ocurrir sin que dos personas estén involucradas en un amor romántico o tengan un vínculo monógamo. A veces, la copulación ni siquiera puede ocurrir en las relaciones de amor romántico. Sin embargo, todavía desempeña un papel en la reproducción exitosa cuando se complementa con amor romántico.

### Rechazo en el amor
El rechazo en el amor se considera amor no correspondido.
La separación de un ser querido puede causar dolor y, a veces, llevar a un individuo a expresar características de depresión. En un estudio, los síntomas observados en nueve mujeres que habían experimentado una ruptura reciente sugirieron la participación de cierta neuroanatomía. La alimentación, el sueño y la regulación neuroendocrina se asociaron con el hipotálamo, la anhedonia se asoció con el estriado ventral y la amígdala se asoció con el procesamiento emocional en estas mujeres.
Otra neuroanatomía que registró amor no correspondido fue el cerebelo, la corteza insular, la corteza cingulada anterior y la corteza prefrontal. Todas las áreas que se activaron mostraron una actividad disminuida cuando los sujetos se reflejaban emocionalmente sobre el amado rechazador.
En contraste, otro estudio observó un aumento significativo en la activación del VTA y del núcleo accumbens. Además, los rechazados en el amor tenían una mayor estimulación en el núcleo accumbens derecho y el putamen / palidum ventral en comparación con los sujetos que experimentaban un amor romántico. Los resultados de este estudio sugieren que los amantes rechazados tienen la misma estimulación de las regiones del cerebro porque todavía están "enamorados" de sus rechazadores. Dado que el amor romántico sigue el sistema de recompensa dopaminérgica, la naturaleza anticipada de recibir una recompensa, así como decidir sobre las pérdidas y ganancias en la toma de decisiones, permite que los circuitos neuronales se vuelvan adaptables. Esto permite que los rechazados cambien su comportamiento a través de dos etapas. La primera es la etapa de "protesta" en la que intentan recuperar al rechazador. La segunda etapa o la etapa de "rechazo" es donde se sienten resignados y desesperados, lo que finalmente lleva a la vida continua sin el rechazador. Por otro lado, la participación de las vías de ganancia / pérdida de recompensa intrínsecas a la supervivencia proporciona información sobre los comportamientos de acecho, suicidio, obsesividad y depresión.

## Diferencias de género en el cerebro íntimo

### Procesamiento emocional

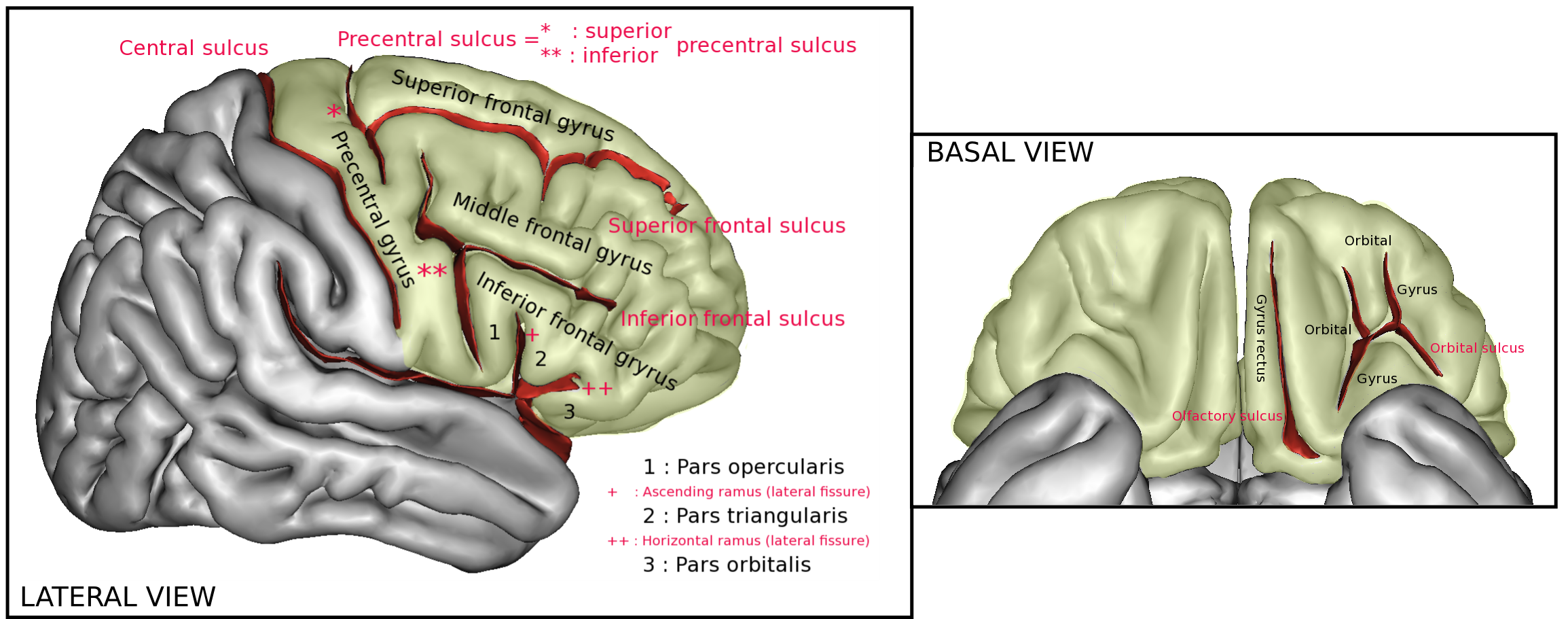
Muchos de los giros cerebrales están implicados en el procesamiento emocional de palabras validadas en hombres y mujeres.

La amígdala, un actor clave en el procesamiento emocional, se sugiere diferente entre hombres y mujeres. En los hombres, las emociones se consideran principalmente dirigidas desde el hemisferio derecho; pero se dirigen principalmente desde el hemisferio izquierdo en las mujeres.
Un estudio que probó palabras validadas positiva y negativamente en sujetos tanto masculinos como femeninos encontró que el procesamiento emocional era ciertamente específico de género. En los hombres, las palabras validadas positivamente activaron el córtex sensimotor izquierdo, el giro angular, el hipocampo izquierdo, el campo del ojo frontal izquierdo y el cerebelo derecho, mientras que las mujeres tuvieron activaciones en el putamen derecho, el giro temporal superior derecho, el giro supramarginal izquierdo, el giro frontal inferior izquierdo y la corteza sensomotora izquierda. Por el contrario, las palabras validadas negativamente estimularon una mayor activación en el giro supramarginal derecho en los hombres, mientras que una mayor activación en la parte izquierda del hipocampo con estímulos negativos. Por lo tanto, diferentes regiones cerebrales en hombres y mujeres podrían aludir a respuestas diferenciales del procesamiento emocional de situaciones íntimas.

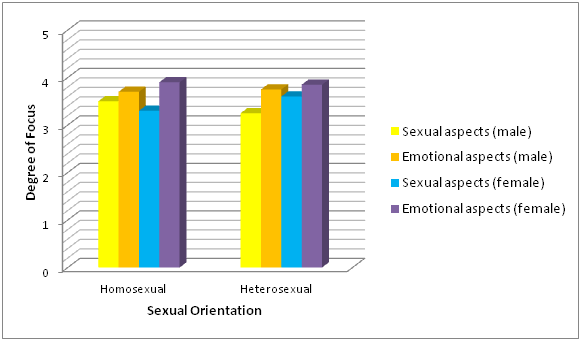
La inducción de celos a través de imágenes emocionales y sexuales de su pareja provocó respuestas diferenciales en hombres y mujeres.

### Celos
Conocido como el sentimiento inseguro de un compañero con respecto a perder a su ser querido frente a otro, los celos pueden provocar situaciones extremas como la violencia y el abuso de parte del compañero inseguro hacia su amado. En un estudio, se les mostraron oraciones a hombres y mujeres que sugerían infidelidad sexual y emocional y calificaron la intensidad de los celos que sentían.

### Infidelidad sexual
En los varones, la activación de las áreas del cerebro que fueron inducidas por la infidelidad sexual incluían la corteza visual, la circunvolución temporal media, la amígdala, el hipocampo y el claustro. En las mujeres, se activaron la corteza visual, el giro frontal medio, el tálamo y el cerebelo. Se encontró que los varones mostraron más estimulación en la amígdala con respecto a la infidelidad sexual, mientras que las mujeres mostraron una mayor activación en la corteza visual y el tálamo. Las regiones del cerebro masculino proporcionaron información sobre la neuroanatomía asociada con el comportamiento sexual y agresivo. Estas regiones podrían estudiarse más a fondo en el aumento de casos violentos contra parejas, que comúnmente se deben a la agresión masculina.

### Infidelidad emocional
En los machos, se demostró que se activaban la corteza visual, la circunvolución frontal media, la circunvolución frontal media, la circunvolución precentral, la corteza cingulada, la ínsula, el hipocampo, el tálamo, el caudato, el hipotálamo y el cerebelo. En las hembras, se observaron activaciones en la corteza visual, giro frontal medial, giro frontal medio, giro angular, tálamo y cerebelo. Las activaciones masculinas fueron mayores en el giro precentral, la ínsula, el hipocampo, el hipotálamo y el cerebelo, mientras que las mujeres registran mayores activaciones en la corteza visual, el giro angular y el tálamo. Las regiones del cerebro femenino se han implicado en la detección de la intención, el engaño y la confiabilidad de los demás.  En última instancia, se sugiere que el procesamiento emocional diferente en hombres y mujeres contribuye a las diferentes respuestas en los problemas de las relaciones íntimas.

## Otras implicaciones neurológicas de los sistemas cerebrales íntimos.

### Relaciones madre-hijo
El apego entre una madre y su hijo surge de los cambios de comportamiento durante el parto, que incluyen la lactancia. La liberación de oxitocina es importante en el proceso de nacimiento para que se produzca el vínculo de pareja madre-hijo en ambos individuos. La lactancia se basa en la liberación constante de oxitocina para la liberación de leche en el seno, lo que fortalece el primer vínculo social del bebé y la madre.
Si bien esto se considera otro tipo de vínculo social que activa el mismo 	
sistema de recompensa, el vínculo materno activa diferentes regiones del cerebro en comparación con las del vínculo de pareja. En un estudio, se encontró que la superposición de las regiones cerebrales activadas con el amor romántico incluía el núcleo accumbens, el putamen, el núcleo caudado, que son importantes en el vínculo social. Sin embargo, las únicas regiones que fueron específicas para el amor materno fueron la corteza prefrontal orbitofrontal y lateral, así como la corteza fusiforme occipital y lateral. Además, la oxitocina es importante entre la madre y su descendencia, por lo que se sugiere que la deficiencia de oxitocina puede influir en el éxito con que la descendencia puede formar un vínculo de pareja monógama con otra persona en el futuro. Esto puede proporcionar información sobre problemas con la formación de enlaces de pareja así como problemas psicológicos de una educación ineficiente.

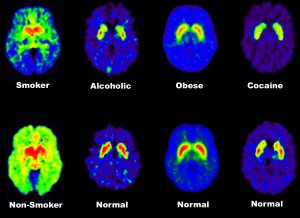
Escaneo PET de cerebros que son normales en comparación con los cerebros de un sujeto obeso, un sujeto alcohólico y un consumidor de cocaína. Se sugiere el amor para simular los patrones de un usuario de cocaína en la activación cerebral.

### Adicción
El amor activa los mismos circuitos neuronales que las drogas como la cocaína. Las 

vías de recompensa dopaminérgica están involucradas para provocar una respuesta de obtener una recompensa y un refuerzo, lo que lleva a algunos investigadores a creer que el amor es adictivo.  El amor y las drogas duras estimulan niveles similares de dopamina como recompensa y refuerzo en la VTA.
Las acciones entre los dos estados mentales son muy similares con los enamorados que experimentan excesiva euforia, insomnio, ansiedad y pérdida de apetito también observados en los usuarios de drogas.

 Además, la actividad cerebral observada a través de la tomografía computarizada por emisión de fotón único (SPECT) mostró que la liberación de dopamina en los ganglios basales de un sujeto que estaba enamorado románticamente parecía similar a un sujeto adicto a la cocaína. Aunque se sugiere que el amor sea adictivo en función de su circuito neurológico, no puede simplificarse como adictivo porque se expresa de diferentes maneras en un amplio espectro.